# باغ لذت دنیوی (فیلم ۱۹۸۱)
باغ لذت دنیوی (انگلیسی: The Garden of Earthly Delights) فیلمی به کارگردانی استن برکج است که در سال ۱۹۸۱ منتشر شد.